# Liste der Kulturgüter in Künten
Die Liste der Kulturgüter in Künten enthält alle Objekte in der Gemeinde Künten im Kanton Aargau, die gemäss der Haager Konvention zum Schutz von Kulturgut bei bewaffneten Konflikten, dem Bundesgesetz vom 20. Juni 2014 über den Schutz der Kulturgüter bei bewaffneten Konflikten sowie der Verordnung vom 29. Oktober 2014 über den Schutz der Kulturgüter bei bewaffneten Konflikten unter Schutz stehen.
Objekte der Kategorie A sind vollständig in der Liste enthalten, Objekte der Kategorie B sind im Gemeindegebiet nicht ausgewiesen, Objekte der Kategorie C fehlen zurzeit (Stand: 1. Januar 2023). Unter übrige Baudenkmäler sind weitere geschützte Objekte zu finden, die in der Bau- und Nutzungsordnung der Gemeinde verzeichnet und nicht bereits in der Liste der Kulturgüter enthalten sind.

## Kulturgüter
| Foto |                                                 | Objekt               | Kat. | Typ | Standort                     | Beschreibung |
| ---- | ----------------------------------------------- | -------------------- | ---- | --- | ---------------------------- | --- |
| ja   | Datei hochladen · Wikidata zu Mühle (Q19362337) | Mühle KGS-Nr.: 09865 | A    | G   | Mühlegasse 2 667249 / 249005 | Gemauertes Mühlengebäude, das in seiner Grundstruktur bis ins 17. Jahrhundert zurückreicht. An der westlichen Stirnseite angebaut ein Badehaus aus mächtigen Bruchsteinen. Im Innern weitgehend erhalten gebliebenes Triebwerk aus dem 19. Jahrhundert. |

## Übrige Baudenkmäler
| ID   | Foto |                                                       | Objekt                                        | Typ | Standort                                | Beschreibung |
| ---- | ---- | ----------------------------------------------------- | --------------------------------------------- | --- | --------------------------------------- | ------------ |
| 1    | BW   | Datei hochladen                                       | Friedhof Chraz                                | G   | Parzellen-Nr. 365 667054 / 249179       |              |
| 10   | BW   | Datei hochladen                                       | Wegkreuz                                      | K   | Saum-Saumhof 667176 / 249803            |              |
| 16a  | BW   | Datei hochladen                                       | Wegkreuz                                      | K   | Geisswald 667616 / 249460               |              |
| 20   | BW   | Datei hochladen                                       | Wegkreuz                                      | K   | Kohlenrüti 668312 / 247948              |              |
| 27b  | BW   | Datei hochladen                                       | Wegkreuz                                      | K   | Obermatte 667678 / 248775               |              |
| 40   | BW   | Datei hochladen                                       | Wegkreuz                                      | K   | Hängeler-Gried 667339 / 248490          |              |
| 43   | BW   | Datei hochladen                                       | Wegkreuz                                      | K   | Gälch 667000 / 248628                   |              |
| 903  | ja   | Datei hochladen                                       | Doppelbauernhaus (18. Jh.)                    | G   | Unterdorf 2 667318 / 249077             |              |
| 904  | ja   | Datei hochladen                                       | Doppelbauernhaus (18. Jh.)                    | G   | Hauptstrasse 34/36 667293 / 249020      |              |
| 909  | ja   | Datei hochladen · Wikidata zu Heiligkreuz (Q55382583) | Katholische Pfarrkirche Heiligkreuz (1964/65) | G   | Chraz 667066 / 249190                   |              |
| 910  | BW   | Datei hochladen                                       | Kapelle (1950)                                | G   | Sulz 666814 / 248302                    |              |
| 911  | BW   | Datei hochladen                                       | Doppelbauernhaus (19. Jh.)                    | G   | Sulz, Dorfstrasse 10/12 666700 / 248181 |              |
| 914A | BW   | Datei hochladen                                       | Wegkreuz                                      | K   | Hauptstrasse 3 667228 / 249255          |              |
| 914E | BW   | Datei hochladen                                       | Wegkreuz                                      | K   | Sulz, Chueweid 666920 / 248696          |              |
| 914F | BW   | Datei hochladen                                       | Wegkreuz                                      | K   | Sulz, Dorfstrasse 666768 / 248249       |              |
| 915  | ja   | Datei hochladen                                       | Brunnen bei Gebäude Nr. 100                   | K   | Sulz, Dorfstrasse 666745 / 248212       |              |

Legende: Siehe Legende der Liste der Kulturgüter von nationaler und regionaler Bedeutung. Anstelle der KGS-Nummer wird als Objekt-Identifikator (ID) die Inventar- oder Gebäudenummer in der Bau- und Nutzungsordnung der Gemeinde verwendet.